# Polizeiruf 110: Der Tod macht Engel aus uns allen
Der Tod macht Engel aus uns allen ist ein Fernsehfilm aus der Krimireihe Polizeiruf 110. Der im Auftrag des Bayerischen Rundfunks (BR) unter der Regie von Jan Bonny produzierte Film wurde am 4. Juli 2013 auf dem Filmfest München uraufgeführt und 14. Juli 2013 das erste Mal in der ARD ausgestrahlt. Es handelt sich um die 336. Polizeiruf-110-Folge und den fünften Fall für Hauptkommissar Hanns von Meuffels.

## Handlung
Hauptkommissar Hanns von Meuffels ermittelt diesmal in internen Kreisen. Er ermittelt gegen die städtische Polizeiinspektion 25, wo eine junge transidente Person auf unerklärliche Weise in der Ausnüchterungszelle ums Leben gekommen ist. Deren Lebensgefährtin hat eine Anzeige gegen das Revier erstattet. Von Meuffels versucht zusammen mit seiner Assistentin Burnhauser herauszufinden, ob die fünf diensthabenden Polizeibeamten in jener Nacht wirklich nach Vorschrift gehandelt haben oder ob sich in der Zelle mehr zugetragen hat, als im Polizeibericht zur ersten Untersuchung steht. Überwachungsaufnahmen aus der Todesnacht sind nicht vorhanden, da angeblich schon längere Zeit zwei Kameras ausgefallen waren. Nachfragen in der Rechtsmedizin bringen nur eine Hirnblutung als Todesursache ohne weitere Auffälligkeiten. Nach Aussage des Bereitschaftsarztes hätte bei der Inhaftierten eine große Selbstverletzungsgefahr bestanden und sie hätte ständig mit dem Kopf selber gegen die Wand geschlagen, um Aufmerksamkeit zu erregen.
Bei der Suche nach der Wahrheit wird die transsexuelle Tänzerin Almandine Winter, die trauernde Lebensgefährtin der Verstorbenen, zu einer wichtigen Wegbegleiterin für die beiden Ermittler. Almandine befindet sich gerade in ihrer Transition, ihre Geschichte und ihre Art rühren die beiden Kommissare. In der Zwischenzeit heizt sich die Stimmung in der Polizeiinspektion 25 aufgrund der internen Untersuchungen im Fall auf. Es machen sich Unmut und Abweisung gegen den Hauptkommissar und seine Assistentin im Münchner Kollegium breit, was die Ermittlungen äußerst schwierig und bald auch gefährlich macht. Für die beiden stellt der Fall zudem eine große Belastung dar, schließlich haben die beschuldigten Beamten bei ihrer täglichen Arbeit mit Kriminellen, Dealern, Drogensüchtigen und Randalierern zu tun, was durchaus eine respektable und nicht einfache Leistung ist, von der nicht übermäßigen Bezahlung ganz zu schweigen.
Die beharrlichen Nachfragen der beiden Kripo-Beamten ziehen schließlich erste Ermittlungserfolge nach sich. Andreas Meier, von der Münchner Polizeidienststelle 25, nimmt Kontakt mit dem Hauptkommissar auf, was bei seinen Kollegen nicht unbemerkt bleibt. Aus Angst, dass alles auffliegt und ihre beruflichen Karrieren beendet sein könnten, wollen sie ihn unglaubwürdig machen. Von diversen Schikanen und Mobbingattacken geplagt, erschießt sich Meier, bevor er sich  mit von Meuffels treffen kann. Das zieht eine Suspendierung der Beamten nach sich, woraufhin sie endlich mit von Meuffels zu kooperieren scheinen. Sie schildern die Festnahme des Opfers, das sich massiv gewehrt hatte. In der Zelle wurde die Festgenommene mit Hand- und Fußfesseln fixiert. Für die Beamten wäre alles nur eine Verkettung unglücklicher Umstände gewesen, lediglich eine Verletzung der Aufsichtspflicht könne man ihnen vorwerfen.
Letztendlich gelingt es von Meuffels, ein Video von Meiers Handy rekonstruieren zu lassen, das eindeutig zeigt, wie das Opfer in der Ausnüchterungszelle von den fünf Beamten geschlagen und misshandelt wird. Doch er war zuvor, nach Abwägung der Beweislage und der polizeilichen Verdienste der Beschuldigten, einen Deal mit ihnen eingegangen, dass er die Untersuchung für sie gut ausgehen lässt, wenn sie die Operation von Almandine Winter bezahlen und ihr damit ein neues Leben ermöglichen. So bleibt von Meuffels am Ende mit seinen persönlichen Schuldgefühlen allein zurück. Seine Assistentin Anna Burnhauser hatte aufgrund der aufreibenden Ermittlungen gegen die eigenen Leute die Zusammenarbeit mit von Meuffels beendet.

## Hintergrund
Die Dreharbeiten zu der Folge Der Tod macht Engel aus uns allen begannen am 6. November in München und endeten am 6. Dezember 2012 auch dort. Der Film wurde von der Produktionsfirma Claussen+Wöbke+Putz Filmproduktion im Auftrag des Bayerischen Rundfunks produziert.
Es ist die letzte Folge mit Anna Maria Sturm als Meuffels Assistentin Anna Burnhauser. 

## Rezeption

### Einschaltquoten
Die Erstausstrahlung von Der Tod macht Engel aus uns allen am 14. Juli 2013 wurde in Deutschland von 6,64 Millionen Zuschauern gesehen und war die meistgesehene Sendung des Tages. Sie erreichte einen Marktanteil von 21,7 % für Das Erste.

### Kritik
Rainer Tittelbach von tittelbach.tv schreibt: „Unterbezahlte Streifenbullen, Rotlichtmilieu, Transgender-Alltag – auch das ist München. In diesem Milieu muss der blaublütige Preuße Hanns von Meuffels gegen die eigenen Kollegen ermitteln. Auch der fünfte ‚Polizeiruf 110‘ mit Matthias Brandt ist wieder ein ganz besonderer Film. ‚Der Tod macht Engel aus uns allen‘ ist ein diffiziler Ermittlungskrimi, ein rasant-realistisches Drama, ein wuchtiger Polizeifilm und ein Stadtporträt, das sich dem Bodensatz der Münchner Gesellschaft widmet. Die Stadt pulsiert, der Verkehr lärmt, der Alltag nervt, der adlige Held flucht heftiger als Schimanski und doch gibt es für eine Person Hoffnung.“
Der Kritiker Christian Buß bei spiegel.de meint: „Transsexuelle, die beim Strippen Geld für den körperlichen Umbau verdienen. Streifenpolizisten, die ihre Muckis vorführen. Der Münchner ‚Polizeiruf‘ steigt tief in die Welt geschlechtlicher Konstruktionen ein. Ein furioser Krimi über das Ende männlicher Gewissheiten.“
Die Kritiker der Fernsehzeitschrift TV Spielfilm vergaben die bestmögliche Wertung (Daumen nach oben) und schrieben: „Zwei Dinge lehrt der pechschwarze Krimi um Moral, Loyalität, Schuld und Verzweiflung: Das Prinzip „Bananenrepublik“ ist überall, und egal was man macht – es ist verkehrt.“ Das Fazit lautete: „Top gespielt, packend und pessimistisch“.
Etwas sarkastisch umschreibt Josef Seitz von Focus online diesen Krimi: „Es war einmal eine Zeit, da waren Männer noch Männer, und die hatten Eier, und Frauen waren noch Frauen, und sie hatten Eierstöcke und Brüste. Heute heißen sie selbst im Polizeidienst nur noch ‚Eiermeier‘, damit der Polizist Andreas Meier sich unterscheiden lässt von Polizistin Jasmin Meier. Nein, liebe groß gewordene Ex-Kinder, unser Sonntagskrimi im Ersten ist kein Märchen mehr, wo am Ende, wenn noch nicht alle gestorben sind, die Guten am Leben bleiben und die Gauner in den Knast kommen.“

## Auszeichnungen und Nominierungen
- 2013: Deutscher Fernsehpreis für Matthias Brandt, für seine darstellerische Leistung in vier Fernsehfilmen, darunter auch Polizeiruf 110: Der Tod macht Engel aus uns allen
- 2013: Nominierung für den Deutschen Fernsehpreis in der Kategorie Bester Darsteller für Lars Eidinger
- 2014: Nominierung für den Grimme-Preis in der Kategorie Fiktion / Einzelsendungen für Jan Bonny und Günter Schütter
- 2014: Jürgen-Roland-Preis für Jan Bonny
- 2014: Nominierung für den Bayerischen Fernsehpreis als beste Schauspielerin in der Kategorie „Fernsehfilm“ für Anna Maria Sturm
- 2014: Nominierung für den Bayerischen Fernsehpreis als bester Schauspieler in der Kategorie „Fernsehfilm“ für Lars Eidinger
- 2014: Bayerischer Fernsehpreis für Günter Schütter
- 2014: Deutscher Fernsehkrimipreis in der Kategorie Sonderpreise für herausragende Einzelleistung für Hans-Jochen Wagner